# Iberia-Flug 504
Koordinaten: 47° 2′ 0″ N, 1° 25′ 0″ W
Am 5. März 1973 kollidierte eine Douglas DC-9-30 auf dem Iberia-Flug 504 (IB 504) über der französischen Stadt Nantes mit einer Convair CV-990, mit der der Spantax-Flug 400 (BX 400) durchgeführt wurde. Beim Absturz der DC-9 wurden alle 69 Insassen getötet. Das zweite Flugzeug konnte sehr schwer beschädigt notlanden.

## Unfall

### Beteiligte Flugzeuge

#### DC-9-30
Bei dem Flugzeug mit dem Luftfahrzeugkennzeichen EC-BII handelte es sich um eine DC-9-30 des Herstellers McDonnell Douglas mit der Werknummer 47077, der 148. gebauten DC-9. Die DC-9 war mit JT8D-Triebwerken von Pratt & Whitney ausgerüstet. Der Erstflug fand am 1. September 1967 statt. Zum Unfallzeitpunkt hatte sie 10.852 Flugstunden und 9.452 Starts und Landungen absolviert. An Bord befand sich unter anderem der ehemalige Jimi-Hendrix-Manager Michael Jeffery.

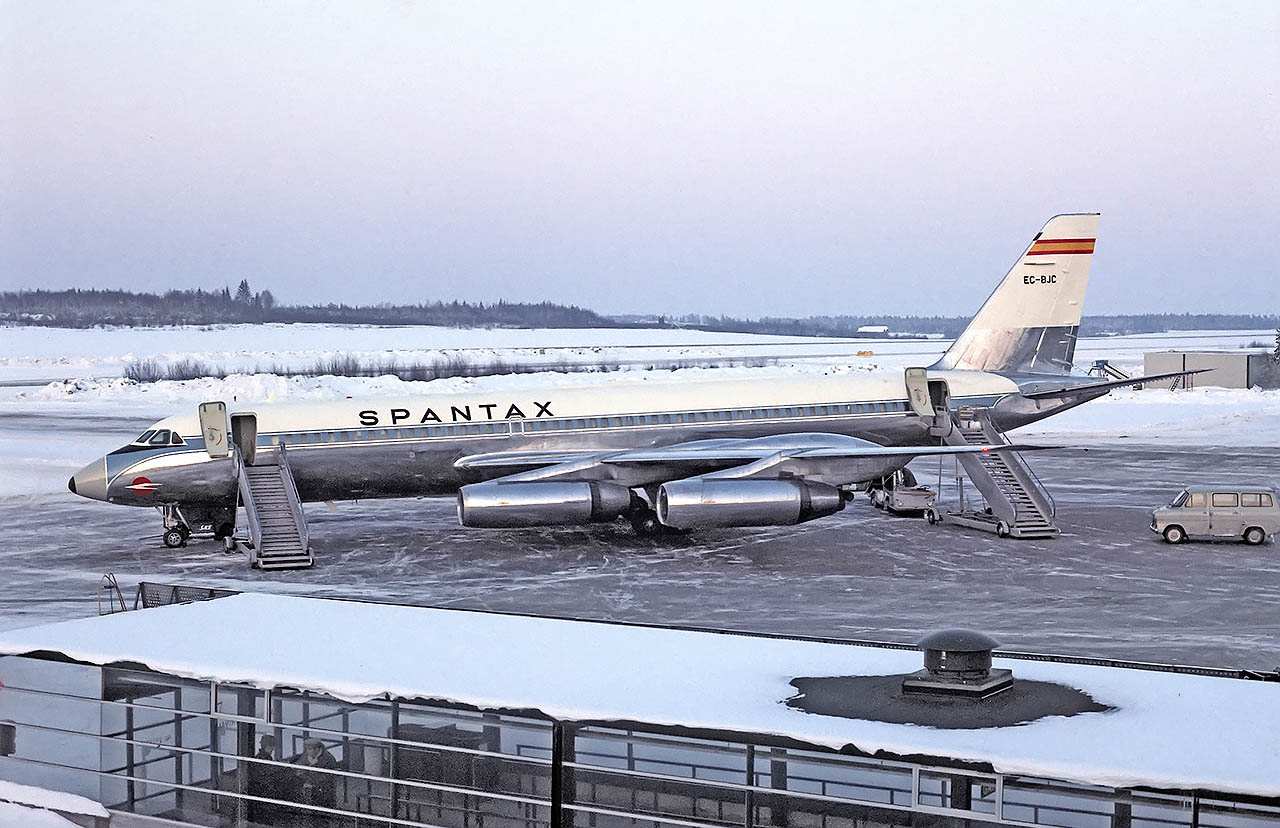
Die Unfallmaschine EC-BJC

#### Convair 990
Bei dem Flugzeug mit dem Luftfahrzeugkennzeichen EC-BJC handelte es sich um eine Convair CV-990 des Herstellers Consolidated Vultee Aircraft Corporation mit der Werknummer 10-22. Die CV-990 war mit CJ-805-Triebwerken von General Electric ausgerüstet. Die Indienststellung war am 18. September 1967 erfolgt. Zum Unfallzeitpunkt hatte sie 24.775 Flugstunden absolviert.

### Unfallhergang
Iberia-Flug 504 startete um 11:24 Uhr UTC vom Flughafen Palma de Mallorca in Richtung London. Um 12:19 Uhr meldete sich IB 504 auf Flugfläche 310 bei der Flugverkehrskontrolle Mont-de-Marsan. Um 12:21 Uhr berichtete die Besatzung an das Kontrollzentrum, dass man das Drehfunkfeuer (VOR) in Nantes gegen 12:52 Uhr erreichen werde. Gegen 12:36 forderte die Flugsicherung IB 504 auf, mit dem Kontrollzentrum Menhir in Verbindung zu treten und auf Flugfläche 290 zu sinken.
Spantax-Flug BX 400 befand sich zur gleichen Zeit, ebenfalls in Richtung London unterwegs, auf gleicher Höhe kurz vor dem VOR Nantes. Aus diesem Grund erhielt sie die Anweisung, erst gegen 13:00 Uhr das VOR Nantes zu kreuzen. Da sich BX 400 schon kurz vor dem VOR befand, bat die Besatzung um Bestätigung der Anweisung. Aufgrund der Entfernung zum Kontrollzentrum wurden die Bestätigung und die folgende Anweisung missverstanden. Um die Ankunft beim VOR Nantes zu verzögern, bat die Besatzung zweimal, einen Vollkreis fliegen zu dürfen. Da sie keine Antwort erhielten, leiteten die Piloten das Manöver ohne Zustimmung ein. In den Wolken fliegend stieß die Convair dabei um 12:52 Uhr mit der entgegenkommenden DC-9 der Iberia zusammen.
Durch die Kollision zerbrach die DC-9 noch in der Luft und stürzte ab. Alle Insassen wurden dabei getötet. Bei der Convair wurde die linke Tragfläche kurz hinter dem äußeren Triebwerk abgerissen, das Flugzeug blieb jedoch steuerbar.
Einer der Piloten von BX 400 erklärte um 12:56 Uhr eine Luftnotlage mittels Mayday, verbunden mit der Absicht, eine Notlandung auf dem Flughafen Bordeaux durchzuführen. Um 13:18 Uhr wurde die Convair von der Anflugkontrolle in Bordeaux übernommen und in den Anflug auf Bordeaux geführt. In Sichtweite des Militärflugplatzes Cognac-Châteaubernard wurde BX 400 von dort mittels grüner Signalraketen signalisiert, dass eine Landung möglich sei. Zu diesem Zeitpunkt war die Flughafenfeuerwehr schon in Bereitschaft. Um 13:28 Uhr erfolgte die Landung in Cognac-Châteaubernard.

## Ursachenermittlung
Die Unfalluntersuchung wurde gemeinsam durch das französische Bureau d’Enquêtes et d’Analyses pour la sécurité de l’aviation civile und die britische Air Accidents Investigation Branch geführt.
Am Tag des Unfalls waren die Mitarbeiter der zivilen Flugsicherung in Frankreich in einem Streik. Daher wurden die Aufgaben der Flugsicherung vom französischen Militär übernommen. Seitens der Flugsicherung war beiden Flügen die gleiche Höhe und Ankunftszeit beim VOR Nantes zugewiesen worden. Erst später wurde durch die Flugsicherung eine zeitliche Separation gewählt, um diesen Konflikt aufzulösen. Die zeitliche Separation setzt allerdings unter anderem eine sehr präzise Navigation und störungsfreie Kommunikation voraus, was aber beides für BX 400 nicht gegeben war. Zum kritischen Zeitpunkt leitete die Crew der Convair eine Kurve ein, ohne allerdings vorher die Zustimmung der Flugsicherung abzuwarten und ohne die eigene Position genau zu kennen. Im Ergebnis kreuzte BX 400 durch diese Kurve den Flugweg von IB 504 und es kam zur Kollision.